# زياد أبو لطيف
زياد أبو لطيف (1966 - ) هو سياسي كندي من أصل لبناني انتُخب لتمثيل حي إلكتوريال في مقاطعة ادمونتون مانينغ في مجلس العموم الكندي في الانتخابات الفيدرالية الكندية 2015.

## حياته الشخصية
ولد زياد أبو لطيف في 1966 في بلدة عيحا في لبنان، في عائلة درزية، تلقى دروسه الابتدائية في مدارس بيروت الرسمية والخاصة، ومنها المدرسة الوطنية ومدرسة مارمارون ومدرسة الأورغواي، لكن التهجير القسري للعائلة من مدينة بيروت إبان الحرب الأهلية اللبنانية دفعه بالعودة إلى مدرسة عيحا الرسمية وثانوية راشيا.
هاجر إلى كندا سنة 1990، وتزوج من زوجته إقبال سليم عمار سنة 1991، ولهما ولدان ” طارق ويزن”، عمل كرجل أعمال في التصنيع والتسويق، وشارك في شركة لتوزيع الأثاث اسمها (بالإنجليزية: Axxess Furniture Inc)‏ ومقرها إدمونتون، وظل يعمل في هذا المجال لمدة 12 عامًا. وحاز على عدة جوائز اقتصادية، منها الوسام الماسي لملكة بريطانيا تقديرًا لاسهاماته الكبيرة في إنماء الاقتصاد الكندي، إضافة إلى أوسمة أخرى من الحكومة الكندية وجمعيات ناشطة في مجال حقوق الإنسان.
انضم زياد أبو لطيف إلى حزب المحافظين الكندي في مقاطعة ألبرتا الكندية، ويُعد أبرز الوجوه العربية في تلك المقاطعة.
فاز في الانتخابات الفيدرالية الكندية 2015 بفارق ثمانية آلاف صوت عن منافسه، ليصبح نائب فدرالي في مجلس العموم الكندي وهي المرة الأولى لشخص لبناني يحتل فيها هذا المنصب على مستوى كندا.

## السجل الانتخابي
|                                | حزب المحافظين الكندي           | زياد أبو لطيف                  | 22166 | 45.2  | -10.25  | –            |
|                                | الحزب الليبرالي الكندي         | سوخديف أوجلا                   | 13509 | 27.6  | +18.5   | –            |
|                                | الحزب الديمقراطي الجديد        | آرون باكيت                     | 11582 | 23.6  | -3.1    | –            |
|                                | الحزب الأخضر الكندي            | كريس فالي                      | 1079  | 2.2   | -0.68   | –            |
|                                | مستقل                          | ميبريت ديريس                   | 540   | 1.1   | –       | –            |
|                                | حزب الماركسية اللينينية الكندي | أندريه فاشون                   | 125   | 0.3   | –       | –            |
| مجموع الأصوات الصالحة          | مجموع الأصوات الصالحة          | مجموع الأصوات الصالحة          | 49001 | 100.0 |         | $ 212,270.98 |
| مجموع بطاقات الاقتراع المرفوضة | مجموع بطاقات الاقتراع المرفوضة | مجموع بطاقات الاقتراع المرفوضة | 185   | –     | –       |              |
| الإقبال                        | الإقبال                        | الإقبال                        | 49186 | 61.3٪ | –       |              |
| الناخبين المؤهلين              | الناخبين المؤهلين              | الناخبين المؤهلين              | 80111 |       |         |              |
|                                | الفائز حزب المحافظين الكندي    | الفائز حزب المحافظين الكندي    | تأرجح | تأرجح | -14.37٪ |              |
| المصدر: انتخابات كندا          |                                |                                |       |       |         |              |

## وصلات خارجية
- حوار مع النائب في البرلمان الكندي زياد أبو لطيف، العاشرة حول العالم.